# Крючково (В'язєвська волость)
Крючково (рос. Крючково) — присілок в Дєдовицькому районі Псковської області Російської Федерації.
Населення становить 40 осіб. Входить до складу муніципального утворення В'язєвська волость.

## Історія
Від 2015 року входить до складу муніципального утворення В'язєвська волость.

## Населення
| 2001 | 2002 | 2010 |
| ---- | ---- | ---- |
| 52   | ↘43  | ↘40  |